# Herbert Munkhammar
Erik Herbert Emanuel Munkhammar, även känd som Afasi, född 15 mars 1985 i Uppsala, är en svensk musikartist.
Munkhammar kommer från Luthagen i Uppsala, men är numera bosatt i Stockholm. Han är medlem i hiphopgrupperna Afasi & Filthy och Maskinen, samt R&B-gruppen Ansiktet. År 2009 vann Munkhammar, som medlem i Afasi och Filthy, en Grammis i kategorin årets dans/hiphop/soul.
Munkhammar medverkar på låten "We Speak Hip Hop" av Grandmaster Flash från albumet The Bridge. Han har beskrivit Rakim som "sin mentor, den största rapparen som har levt och en vän".
6 november 2018 gav Munkhammar ut sitt debutalbum som soloartist, Vulkanen. Det gjordes tillsammans med producenterna Christian Walz och Carl Wikström Ask.
Herbert Munkhammar har en son tillsammans med Leona Axelsen.